# Indywidualny Puchar GKSŻ 500R
Indywidualny Puchar GKSŻ 500R – rozgrywki miniżużlowe dla zawodników do 15. roku życia w kategorii pojemnościowej 500R (do 2023 – 250 cm³). Rozgrywane są od 2022 roku.

## Medaliści
| 5 rund                           |
| -------------------------------- |
| Krosno Gniezno Zielona Góra Łódź |

| 13 rund                                                                                                |
| --- |
| Łódź Rawicz Rzeszów Gniezno Gdańsk Bydgoszcz Opole Tarnów Ostrów Wlkp. Piła Zielona Góra Poznań Rybnik |

| 11 rund                                                                              |
| ------------------------------------------------------------------------------------ |
| Rybnik Łódź Gniezno Gdańsk Poznań Ostrów Wlkp. Rzeszów Tarnów Opole Krosno Bydgoszcz |

| 14 rund |
| --- |
| Świętochłowice Leszno Krosno Poznań Tarnów Opole Bydgoszcz Gdańsk Piła Łódź Gniezno Ostrów Wlkp. Kraków Rzeszów |